# Chrysler Voyager
De Chrysler (Grand) Voyager (ook: Town & Country) is een van de eerste multi-purpose vehicles (MPV). Chrysler introduceerde het model onder de naam Dodge Caravan in 1984 in de Verenigde Staten.
Dit eerste model werd in 1988 in Europa ingevoerd als Chrysler Voyager en werd een succes. In 1991 verscheen de tweede generatie, in 1996 opgevolgd door de derde generatie die aanzienlijk anders was vormgegeven dan het oude vierkante model. In 2001 verscheen de vierde generatie die in 2004 een facelift onderging. In 2007 verscheen vijfde generatie. De Voyager was leverbaar met een benzine- en een dieselmotor. De eerste drie generaties werden in de benzinevariant uitsluitend met een automaat geleverd. De diesels alleen handgeschakeld. Vanaf de vierde generatie werden ook de diesels uitsluitend met een automaat geleverd.
De Voyager was ook beschikbaar met een verlengde wielbasis, wat zorgde voor meer beenruimte voor de achterpassagiers en een grotere bagageruimte. Dit model werd in Canada gefabriceerd. Het werd verkocht onder de naam Grand Voyager en ging in 2011 uit productie.
Vlak na de overname van Chrysler door Fiat werd bekend dat het merk Chrysler van de Europese markt gehaald zou worden ten faveure van het Italiaanse Lancia. Deze verkocht het model, na een grote facelift, sinds 2011 voor korte tijd als Lancia Voyager. Er werd besloten om de naam 'Voyager' te behouden, omdat het in Europa een bekende naam was. Daarnaast is de naam door de jaren heen een begrip geworden binnen de 'fullsize' MPV's. In Noord-Amerika werd het model gebracht onder de naam 'Town & Country'.
Eind mei 2012 maakte Sergio Marchionne (Fiat/Chrysler CEO) bekend dat de Chrysler Voyager/Town & Country in 2014 uit productie gehaald zou worden. In Noord-Amerika verkocht Chrysler de T&C ook als Dodge Grand Caravan en Marchionne wilde zo veel mogelijk overlap binnen de groep voorkomen. De Voyager/T&C zou worden opgevolgd door een 'cross-over' à la de Mercedes-Benz R-Klasse.
Chrysler heeft wereldwijd meer dan 13 miljoen 'Minivans' verkocht, verdeeld over de merken Chrysler, Dodge, Lancia en Plymouth.
Na de stopzetting van de Dodge Grand Caravan in 2020 kwam Chrysler op de markt met een Chrysler Voyager op basis van de instapmodellen van de Chrysler Pacifica. In Canada werd dit model aangeboden als de Chrysler Grand Caravan.

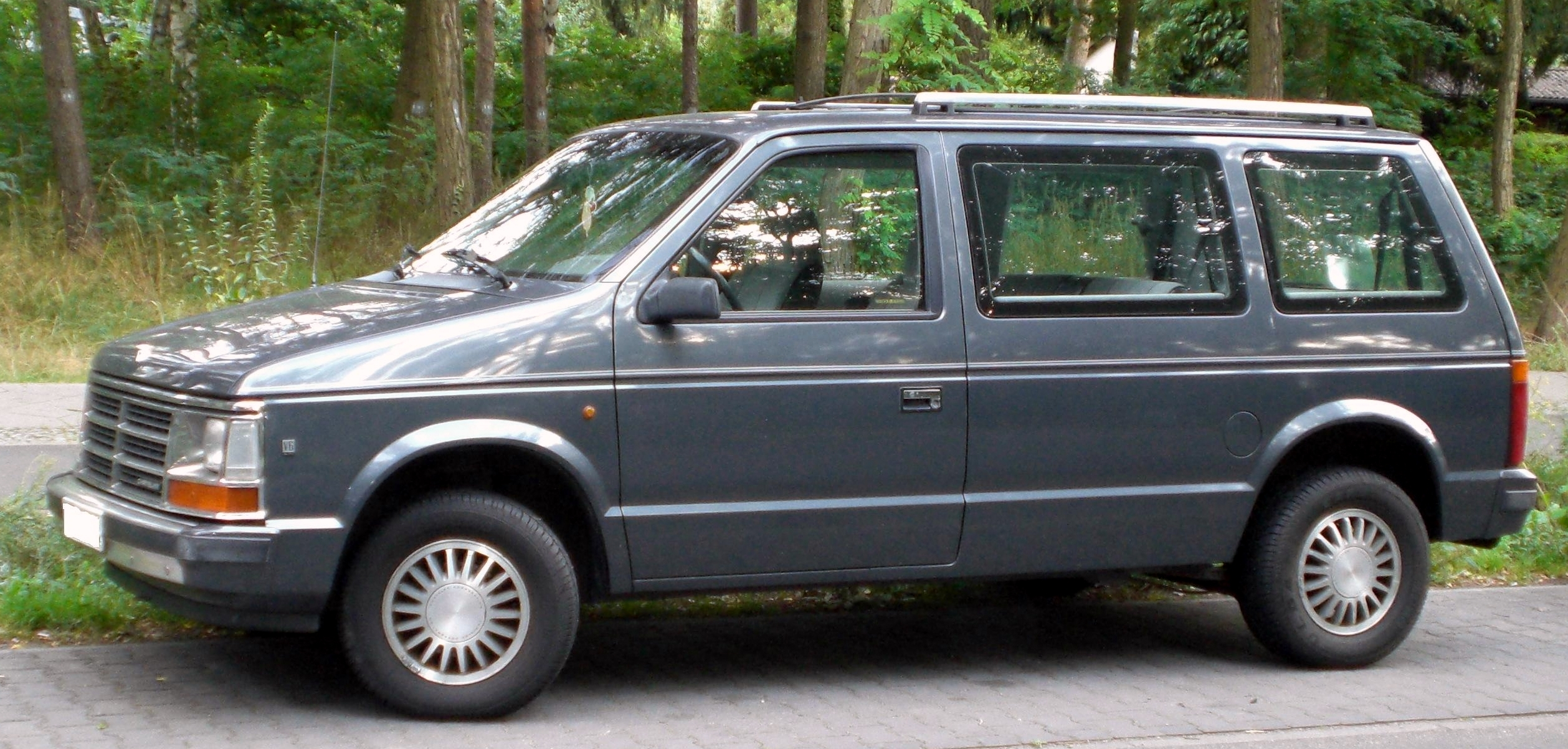
Chrysler Voyager (S) 1988 – 1990
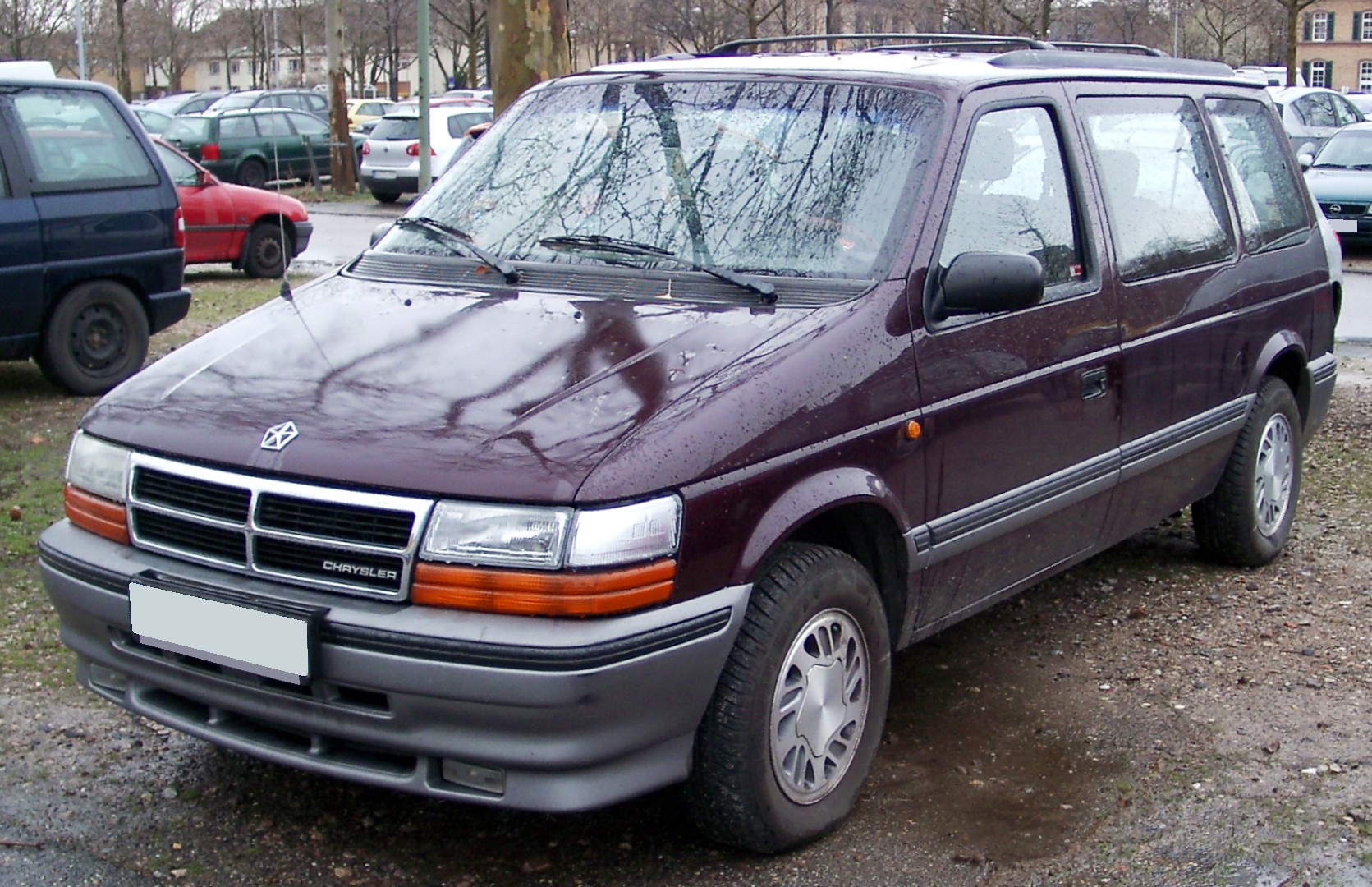
Voyager (AS) 1991 – 1995
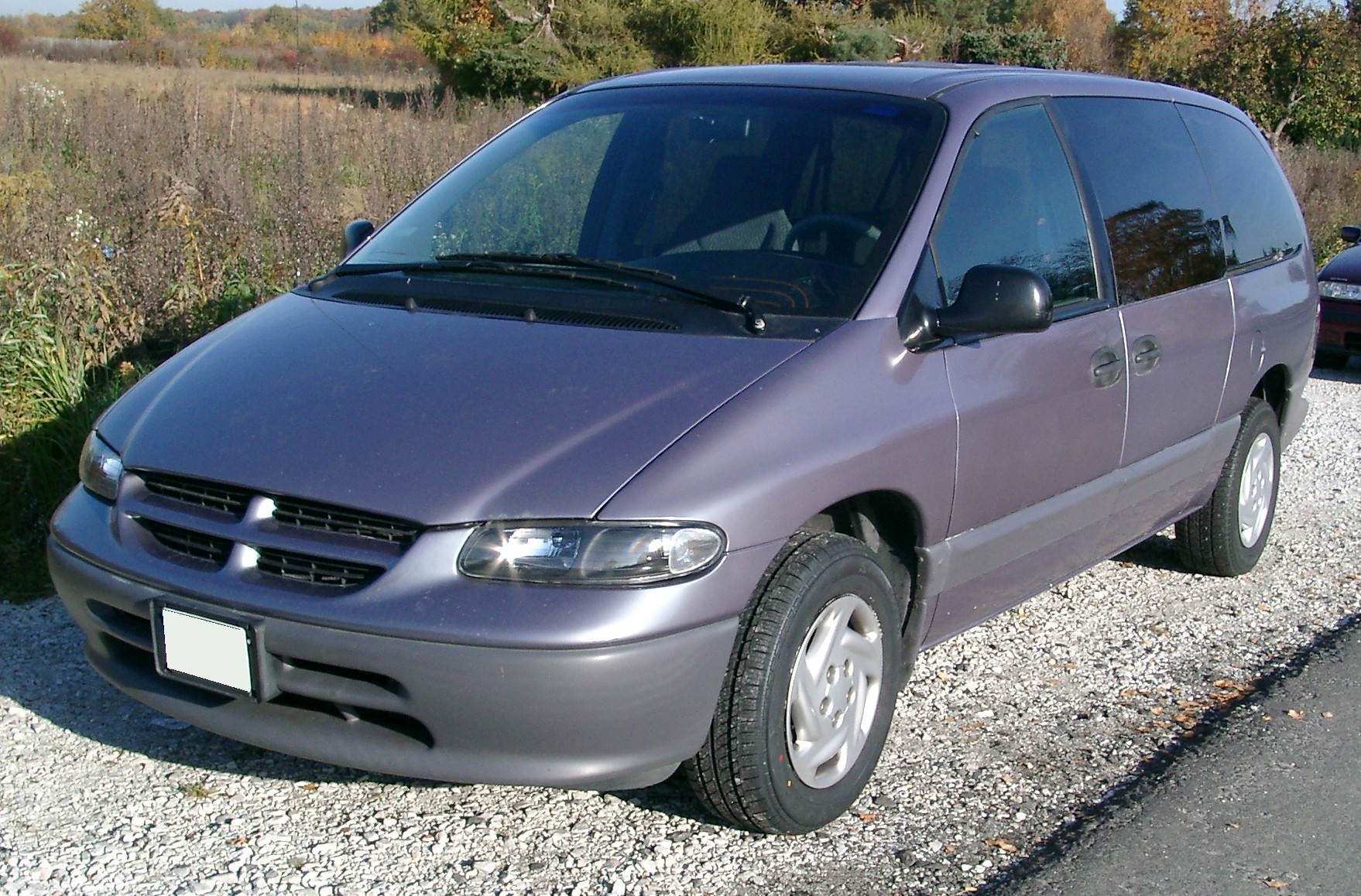
Voyager (GS) 1996 – 2000
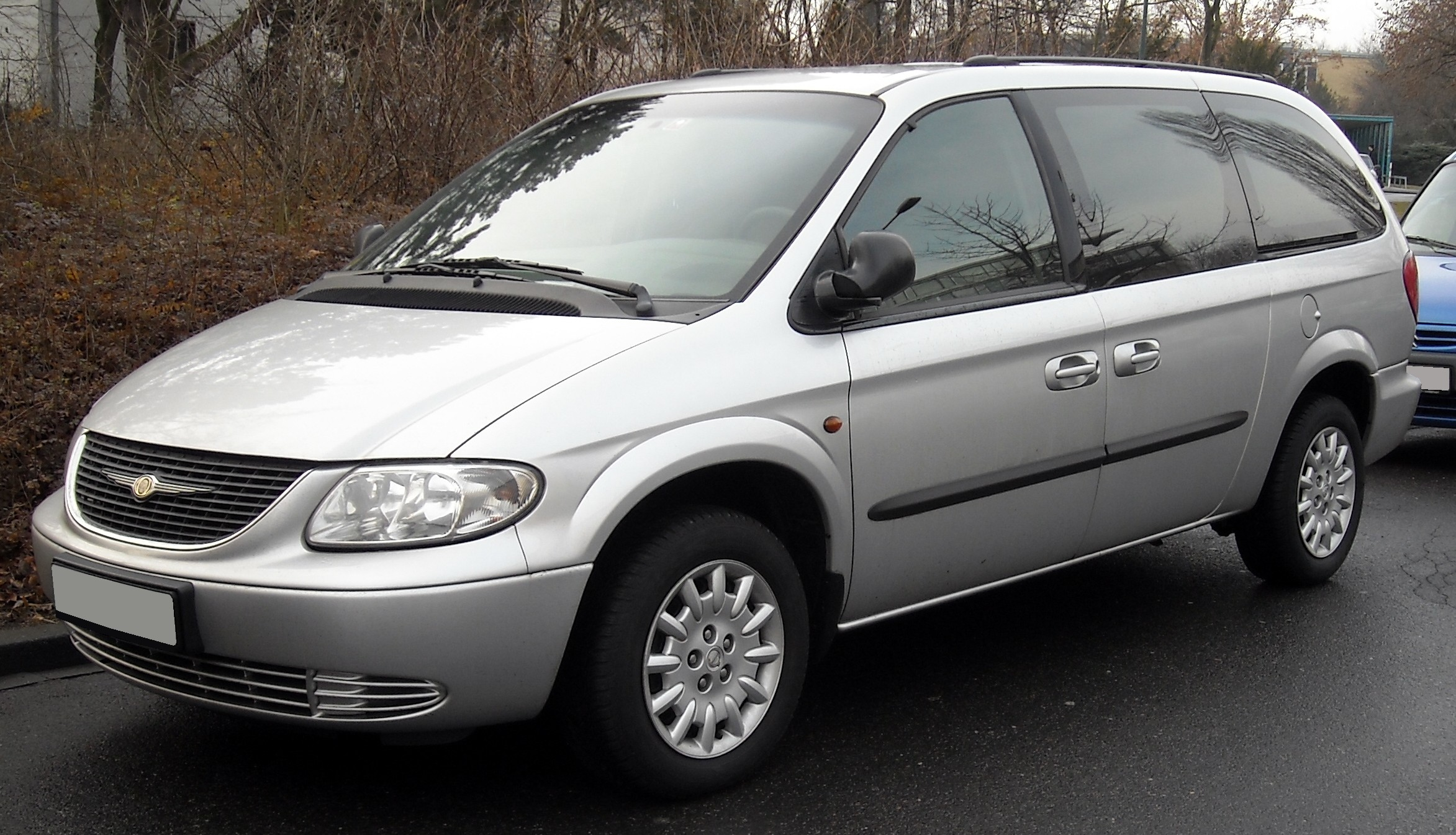
Voyager (RG) 2001 – 2007
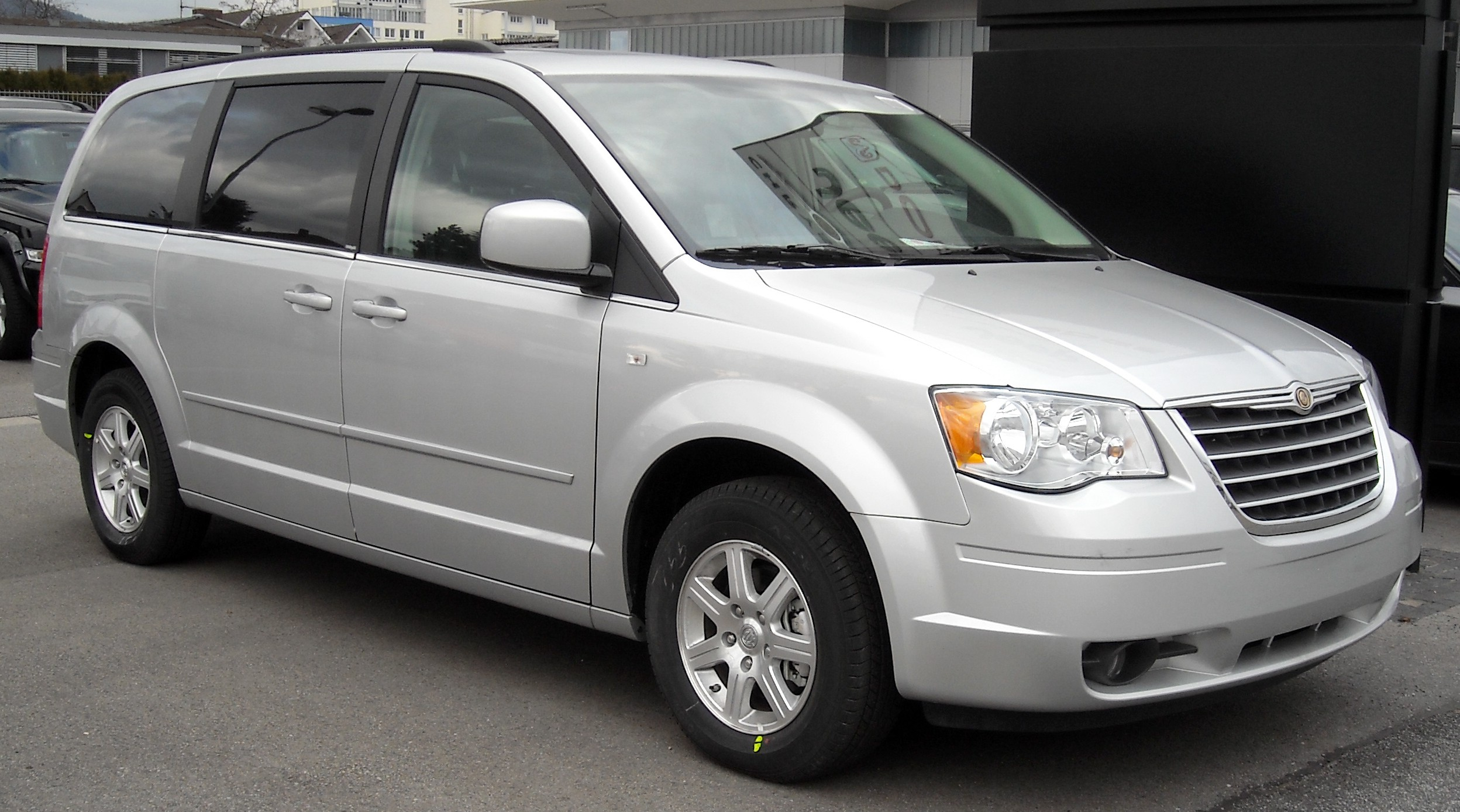
Grand Voyager (RT) 2008 – 2016
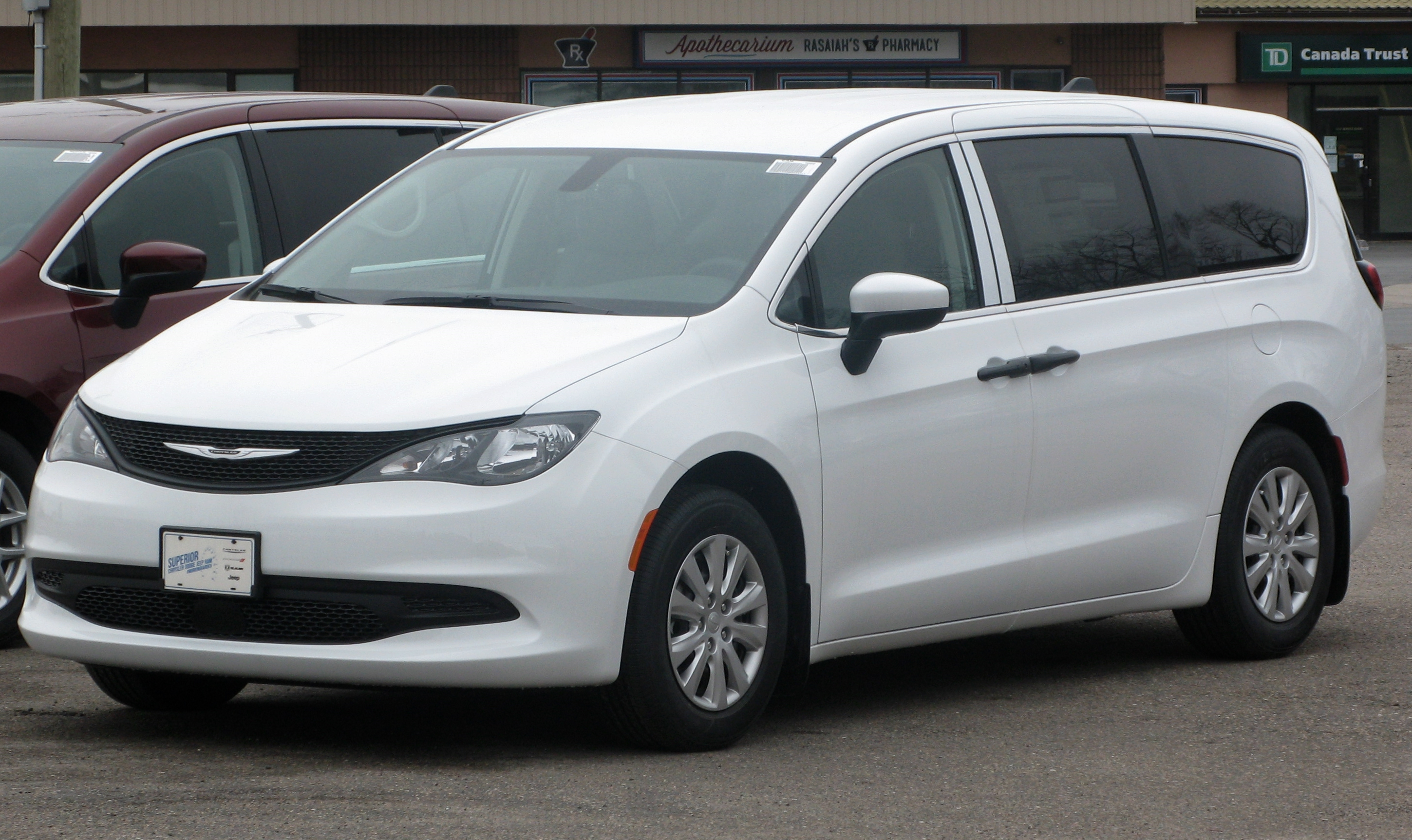
Voyager (RU) 2020 – heden